# Chris O’Dowd
Christopher O’Dowd (Boyle, Roscommon megye, 1979. október 9.–) Primetime Emmy-díjas ír színész és komikus. A széleskörű ismertséget Roy Trennemanként, a 2006 és 2010 között négy szérián át futó Kockafejek című Channel 4-es vígjáték egyik főszereplőjeként szerezte meg. A filmiparba lépve szerepelt a Koszorúslányok (2011), a 40 és annyi (2012), a The Sapphires (2012), a Thor: Sötét világ (2013), a Kálvária (2014) és a St. Vincent (2014) című filmekben. O'Dowd készítette és játszotta a Sky One televíziós sorozatát, a Moone Boy-t, amelyet 2012 és 2015 között vetítettek, és amelyért O'Dowd Irish Film and Television Award jelölést kapott színészi, írói és rendezői kategóriában.

## Élete

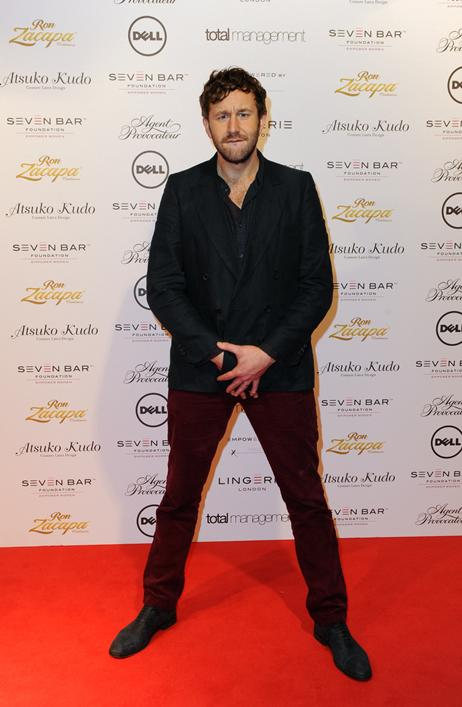
O’Dowd 2012-ben, Londonban

O’Dowd a Roscommon megyei Boyle-ban született és nőtt fel. Édesapja, Seán jelmeztervező, édesanyja, Denise pedig tanácsadó és pszichoterapeuta. Öt testvére közül ő a legfiatalabb.
Képviselte a roscommoni gael labdarúgást a 16 év alattiak, a kiskorúak és a 21 éven felüliek között, amelynek csúcspontja a kapusként nyújtott teljesítménye volt az 1997-es Connacht Minor Football Championship döntőjében a Mayo ellen, amely mérkőzéséről az RTÉ Sport tudósított, és ami a The Sunday Game kiemelt műsorának részeként szerepelt.
Politológiát és szociológiát tanult a University College Dublinban (UCD), majd a Londoni Zenei és Színművészeti Akadémiára járt. O'Dowd a College Tribune című UCD-s diákújságnak nyilatkozott: "Nem fejeztem be a diplomámat. A politika része jó volt, de szociológiát is végeztem, és soha nem tudtam rávenni magam, hogy érdeklődést tanúsítsak iránta."Közreműködött a The University Observer című lapban, és aktívan részt vett az UCD Dramsoc, valamint az Irodalmi és Történelmi Társaság munkájában.

## Magánélete
O’Dowd 2012-ben vette feleségül Dawn Porter brit írót, rendezőt és televíziós műsorvezetőt. Házasságuk után Dawn O’Porterre változtatta vezetéknevét.
Annak ellenére, hogy római katolikus családban nőtt fel, O’Dowd egész életében ateista volt, és ahogy idősebb lett, antiteista filozófiát alakított ki. Kijelentette, hogy a vallás "olyan lesz, mint a rasszizmus", ami a társadalmi elfogadhatatlanságot és ítélkezést illeti.
2014 áprilisában O’Dowd Leighton Meesterrel és James Francoval együtt részt vett a Broadway Cares/Equity Fights AIDS Easter Bonnet Competition-en, miután adományokat gyűjtött az Egerek és emberek című Broadway-előadásában.
2015. február 1-jén a Twitteren jelentették be, hogy O’Porter egy héttel korábban fiút szült, akit Art O’Porter néven neveztek el. 2017. július 1-jén O’Porter életet adott második fiuknak, Valentine-nak.

## Filmográfia

### Filmek
| Év   | Magyar cím                                                    | Eredeti cím                                  | Szerep                    | Magyar hang          |
| ---- | ------------------------------------------------------------- | -------------------------------------------- | ------------------------- | -------------------- |
| 2003 |                                                               | Conspiracy of Silence                        | James Matthews            |                      |
| 2004 | Vera Drake                                                    | Vera Drake                                   | Sid vevője                |                      |
| 2005 |                                                               | Festival                                     | Tommy O'Dwyer             |                      |
| 2007 | Isten hozott szálló                                           | Hotel Very Welcome                           | Liam                      |                      |
| 2008 | Hogy veszítsük el barátainkat és idegenítsük el az embereket? | How to Lose Friends & Alienate People        | munkatárs                 |                      |
| 2009 | Rockhajó                                                      | The Boat That Rocked                         | Simon Swafford            | Fekete Zoltán        |
| 2009 | Az időutazás nagy kérdései                                    | Frequently Asked Questions About Time Travel | Ray                       | Görög László         |
| 2010 |                                                               | Hippie Hippie Shake                          | Felix Dennis              |                      |
| 2010 | Gyógyegér vacsorára                                           | Dinner for Schmucks                          | Marco                     |                      |
| 2010 | Gulliver utazásai                                             | Gulliver's Travels                           | Edward Edwardian          | Fekete Ernő          |
| 2011 | Koszorúslányok                                                | Bridesmaids                                  | Nathan Rhodes rendőrtiszt | Görög László         |
| 2011 | Barátok babával                                               | Friends with Kids                            | Alex                      | Fesztbaum Béla       |
| 2012 |                                                               | 3,2,1... Frankie Go Boom                     | Bruce                     |                      |
| 2012 |                                                               | The Sapphires                                | Dave                      |                      |
| 2012 | 40 és annyi                                                   | This Is 40                                   | Ronnie                    | Görög László         |
| 2013 | A zöld urai                                                   | Epic                                         | Grub (hang)               | Fesztbaum Béla       |
| 2013 | A hasonmás                                                    | The Double                                   | Ápoló                     | Elek Ferenc          |
| 2013 | Thor: Sötét világ                                             | Thor: The Dark World                         | Richard                   | Miller Zoltán        |
| 2014 | Kálvária                                                      | Calvary                                      | Jack Brennan              | Sarádi Zsolt         |
| 2014 | Flörti dancing                                                | Cuban Fury                                   | Drew                      | Zámbori Soma         |
| 2014 | St. Vincent                                                   | St. Vincent                                  | Geraghty testvér          | Fesztbaum Béla       |
| 2015 | A program: Egy legenda bukása                                 | The Program                                  | David Walsh               | Görög László         |
| 2016 |                                                               | Mascots                                      | Tommy 'Zook' Zucarello    |                      |
| 2016 | Vándorsólyom kisasszony különleges gyermekei                  | Miss Peregrine's Home for Peculiar Children  | Franklin Portman          | Schnell Ádám         |
| 2017 |                                                               | The Incredible Jessica James                 | Boone                     |                      |
| 2017 | Szerelem után szerelem                                        | Love After Love                              | Nicholas                  |                      |
| 2017 |                                                               | Loving Vincent                               | Roulin                    |                      |
| 2017 | Elit játszma                                                  | Molly's Game                                 | Douglas Downey            | Zámbori Soma         |
| 2018 | A meztelen Juliet                                             | Juliet, Naked                                | Duncan Thomson            | Csík Csaba Krisztián |
| 2018 |                                                               | The Cloverfield Paradox                      | Mundy                     |                      |
| 2018 | Mary Poppins visszatér                                        | Mary Poppins Returns                         | Shamus (hang)             |                      |
| 2019 | Hogyan lettem befolyásos fiatal csaj                          | How to Build a Girl                          | Alan Wilko Wilkinson      | Fesztbaum Béla       |
| 2021 | A seregély                                                    | The Starling                                 | Jack Maynard              | Fesztbaum Béla       |
| 2022 | Apám sárkánya                                                 | My Father's Dragon                           | Kwan (hang)               | Dévai Balázs         |
| 2022 | Álomország                                                    | Slumberland                                  | Philip                    | Dévai Balázs         |

### Televíziós szerepek
| Év              | Magyar cím                         | Eredeti cím                     | Szerep                       | Megjegyzések                                  |
| --------------- | ---------------------------------- | ------------------------------- | ---------------------------- | --------------------------------------------- |
| 2003            |                                    | Red Cap                         | Bernie Maddox                | 1 epizód                                      |
| 2003–2005       |                                    | The Clinic                      | Brendan Davenport            | 18 epizód                                     |
| 2005            |                                    | The Year London Blew Up: 1974   | Dowd                         | tévéfilm                                      |
| 2006            |                                    | Showbands II                    | Mervin Mooney                | tévéfilm                                      |
| 2006            |                                    | The Amazing Mrs Pritchard       | Igazgató                     | 2 epizód                                      |
| 2006–2010, 2013 | Kockafejek                         | The IT Crowd                    | Roy Trenneman                | 25 epizód magyar hangja Lippai László         |
| 2007            |                                    | Roman's Empire                  | Jase                         | 5 epizód                                      |
| 2009            |                                    | FM                              | Lindsay                      | 6 epizód                                      |
| 2010            |                                    | Little Crackers                 | önmaga                       | 1 epizód                                      |
| 2011            | A bíbor szirom és a fehér          | The Crimson Petal and the White | William Rackham              | tévéfilm magyar hangja Görög László           |
| 2011–2012       | Family Guy                         | Family Guy                      | Butler, versenyző, őr (hang) | 2 epizód                                      |
| 2012–2013       | Csajok                             | Girls                           | Thomas John                  | 5 epizód                                      |
| 2012–2015       | Moone Boy                          | Moone Boy                       | Sean Murphy                  | 18 epizód magyar hangja Hevér Gábor           |
| 2013–2014       | Szörnyek az űrlények ellen         | Monsters vs. Aliens             | Dr. Csótány (hang)           | 26 epizód                                     |
| 2013            |                                    | Family Tree                     | Tom Chadwick                 | 8 epizód                                      |
| 2015–2016       | Sziklaszirti mesék                 | Puffin Rock                     | narrátor                     | 78 epizód                                     |
| 2016            |                                    | Travel Man                      | önmaga                       | 1 epizód                                      |
| 2017–2019       | Szóljatok a köpcösnek! – A sorozat | Get Shorty                      | Miles Daly                   | 27 epizód magyar hangja Király Attila         |
| 2019            | Egy házasság helyzete              | State of the Union              | Tom                          | 10 epizód magyar hangja Kerekes József        |
| 2019            |                                    | The Twilight Zone               | Jeff Storck                  | 1 epizód                                      |
| 2021            | A Simpson család                   | The Simpsons                    | Seamus (hang)                | 1 epizód                                      |
| 2022–2023       | Emberi erőforrások                 | Human Resources                 | Flanny O'Lympic (hang)       | mellékszereplő magyar hangja Galbenisz Tomasz |

## Fordítás
- Ez a szócikk részben vagy egészben  a   Chris O'Dowd című angol Wikipédia-szócikk fordításán alapul.  Az eredeti cikk szerkesztőit annak laptörténete sorolja fel. Ez a jelzés csupán a megfogalmazás eredetét és a szerzői jogokat jelzi, nem szolgál a cikkben szereplő információk forrásmegjelöléseként.